# 보스 (미국의 기업)
보스 컴퍼니(영어: Bose Corporation)는 미국의 음향 기기 및 음향 장비 전문 제조 및 판매 회사이다.

## 연혁
- 1968년 보스의 최초 스피커인 901 Direct/Reflecting Speaker를 출시하였다.
- 1982년 자동차에 스피커를 공급하기 시작했다. 현재 보스는 벤츠, 인피니티 등 자동차 제조 업체들에게 사운드 시스템을 공급하고 있다.
- 1987년 보스 박사와 윌리엄 쇼트 박사는 Scientific Community가 수여하는 올해의 발명가상을 수상하였다.
- 1989년 항공기 조종 파일럿과 항공기 승객들을 위한 헤드셋을 만들기 시작하였다.
- 2004년 아테네 올림픽 때 음향기기 공급업체로 선정되어 폐회식과 개막식과 대회에서 많은 도움을 주었다.[1]

## 제품
차량용 스피커, 홈시어터 시스템, Wave 시스템, 디지털뮤직솔루션, 헤드폰, 스피커, 블루투스 스피커 등이 있다.